# 辛明 (演義)
| 姓名         | 辛明 |
| 出身地       | -    |
| 職官         | 将   |
| 陣営・所属等 | 袁紹 |
| 家族・一族   | -    |

辛 明（しん めい）は、中国の通俗歴史小説『三国志演義』に登場する架空の部将。
袁紹の部将として、『演義』第30回に登場する。烏巣の奇襲に成功した曹操が、荀彧の策に従い、鄴と黎陽に兵を派遣して退路を断とうとしているとの流言を流す。すると袁紹はこれに引っ掛かり、袁尚に5万の軍勢を与えて鄴へ、そして辛明に同じく5万の兵を与えて黎陽へそれぞれ派遣する。それを察知した曹操は、手薄となった袁紹軍に総攻撃をかけ、これを散々に撃破した。この勝利により、官渡の戦いは最終的に曹操の勝利に終わったのである。
この後、辛明は登場しない。